# Devin White
Devin White (Springhill, Luisiana, 17 de febrero de 1998) es un jugador profesional estadounidense de fútbol americano que se desempeña en la posición de linebacker en Philadelphia Eagles, equipo de la National Football League (NFL).

## Carrera
Fue seleccionado en la primera ronda en la Reunión Anual de Selección de Jugadores de la NFL de 2019. Hizo su debut profesional con el equipo Tampa Bay Buccaneers, donde jugó cinco temporadas, en 2024 pasó a Philadelphia Eagles.